# Julien-Marie Lehuërou
 (mai 2019).
Julien-Marie Lehuërou, né le 23 février 1807 à Kernigoual et mort le 9 octobre 1843 à Nantes, est un historien français.

## Biographie
D’une famille de propriétaires-cultivateurs riches et considérés, Lehuërou perdit sa mère à six ans et son père à neuf ans. Sa vocation s’annonça de bonne heure. Enfant, il préférait la lecture aux jeux bruyants de son âge, dévorant les livres à dix ans. Frappé de ses dispositions précoces, l’abbé Le Luyer, qui lui avait donné les premiers éléments de l’instruction primaire, avait fortement engagé la famille à les faire cultiver. En 1819, il entra en pension au collège de Tréguier, où il trompait la surveillance de ses maitres en allumant une chandelle au milieu de la nuit pour reprendre la lecture de ses livres. De Tréguier, il passa par le collège de Saint-Brieuc, et de là au collège de Rennes, pour terminer ses études, en 1825, à dix-huit ans. À la fin de ses études, il choisit l’enseignement et entra à l’École préparatoire, à la section des lettres.
À l’École préparatoire (promotion 1826), sa vocation pour l’histoire fut éveillée par Michelet, qui venait d’y entrer comme professeur. Ayant passé l’agrégation des lettres en 1828, il reçut le même titre pour l’histoire et la géographie, en 1835. D’abord attaché au collège Bourbon (classe élémentaire), il fut ensuite appelé à l’enseignement de l’histoire au collège Saint-Louis (1830).
En 1832, il retourna en Bretagne pour professer l’histoire au collège de Nantes. Trois ans après, il passa avec les mêmes fonctions au collège de Rennes et espéra même un instant obtenir la chaire d’histoire, lors de la création de la Faculté des lettres de Rennes en 1838, mais sans succès. En 1838, il produisit la thèse De l’établissement des Francs dans la Gaule, et du gouvernement des premiers mérovingiens jusqu’à la mort de Brunehaut à l’université de Caen, et continua par des travaux d’érudition sur les origines historiques et linguistiques de la Gaule. Alphonse Marteville publia ses Origines celtiques comme une sorte de frontispice à son édition du Dictionnaire historique et géographique de la province de Bretagne d’Ogée. Les Origines celtiques fortifient la thèse des orientalistes qui font venir les Celtes du nord de l’Inde et du plateau central de l’Asie, établis dans les plaines voisines du Tanaïs, chassés par les Scythes vers l’Europe centrale, pendant qu’une de leurs bandes va ravager l’Asie Mineure, et se faire exterminer par les Mèdes. Le rameau principal, arrivé en Occident, couvre la Germanie, les Gaules, les iles Bretonnes, se répand en Italie et dans les bassins méridionaux du Danube. Cette partie est passablement hasardée, Lehuërou, séduit par certains rapprochements étymologiques, celticise beaucoup trop les populations slaves et illyriques du centre de l’Europe et ne tient pas compte des nationalités diverses qui se dessinaient déjà. Lehuërou mit à profit les nombreux travaux que l’Écosse et surtout l’Irlande avaient produits depuis plus d’un demi-siècle pour débrouiller les obscures migrations des Celtes dans les grandes iles bretonnes, qu’il connaissait parfaitement, comme le prouve le catalogue bibliographique, un peu confus du reste, qui termine les Origines. Ce travail n’était que l’embryon de divers ouvrages plus importants. Lehuërou songeait spécialement à une histoire de la Bretagne, surtout au point de vue de ses institutions ducales. Il s’occupait, en outre, d’une sorte de philologie historique du monde celtique dont le but était « de restituer au vieux celtique sa véritable place dans les langues indo-germaniques, en me tenant aussi loin que possible des sottes exagérations que ce pauvre celtique a inspirées à tant de gens estimables ».
En 1838, il fut nommé correspondant du comité historique des chartes. Courant 1839, il est nommé professeur de littérature étrangère à la Faculté des lettres de Rennes, en suppléance du scandinaviste Xavier Marmier, reparti pour le pôle Nord, et professa quelque temps un cours de littérature anglaise. En 1840, il fut nommé agrégé d’histoire près la Faculté, et, peu de temps après, suppléant de la chaire d’histoire. L’année suivante, il fait paraitre ses Institutions mérovingiennes, analysant l’histoire et les institutions de cette dynastie, qui connurent un grand retentissement dans le monde érudit. Le comte de Peyronnet, déclara à ce sujet que « Montesquieu, Dubos et Boulainvilliers, avaient essayé de tourner la question : Lehuërou l’a abordée de front et résolue. » L’Académie des sciences morales le proclama, deux ans plus tard, « la dernière et brillante expression de la critique historique. »
La gloire venait ainsi à l’écrivain, et aussi un peu, mais bien peu, l’avancement universitaire, qui était devenu son idée fixe. L’arrivée de Villemain au ministère de l’instruction publique lui sembla, à tort ou à raison, de mauvais augure pour son avenir. À la suite d’un brillant concours pour l’agrégation, il parait que Villemain avait donné au jeune professeur des conseils pour le choix d’une section spéciale, conseils que Lehuërou n’avait pas voulu regarder comme des ordres, ce qui avait froissé l’illustre littérateur. Quoi qu’il en soit, le sentiment de sa valeur réelle et les déceptions qui l’accablaient depuis des années, avaient surexcité en lui une faiblesse qu’il poussait jusqu’à la monomanie, et qu’il confessait volontiers dans l’intimité. Dès 1839, il se plaignait d’être « brisé au milieu de sa carrière », avouait « qu’il avait failli perdre la raison », et ajoutait : « Il y a des intérêts beaucoup plus chers que ceux de la fortune, ce sont ceux d’un amour-propre trop longtemps et trop profondément blessé, et c’est surtout cet intérêt-là qui me fait souffrir. » Cette dépression le reprit en 1842, quand il lui fallut quitter sa suppléance, bientôt remplacée cependant par une seconde suppléance à la chaire de littérature anglaise, où il professa durant toute l’année universitaire 1843, un cours sur Shakespeare et son temps, pendant qu’il préparait son importante Histoire des Institutions carolingiennes et du gouvernement des Carolingiens, suite nécessaire de son premier ouvrage, et qui parut vers la fin de septembre de la même année. Le plan de cet ouvrage était à peu près le même que celui du précédent. On suivait, dans la partie historique, les nationalités diverses de l’empire carolingien dans leur résistance à l’incorporation franque, résistance à la fin victorieuse, et qui amena la dissolution de ce grand État.
Lehuërou destinait son ouvrage au concours pour le prix Gobert. Il se rendit à Paris, dans le courant de septembre, pour solliciter quelques améliorations dans sa position de professeur et présenter son Histoire au concours. Il y éprouva des lenteurs et des difficultés qui ravivèrent les premiers accès de cette manie de la persécution si commune aux gens de sa province. Il laissait échapper, dans l’intimité, des récriminations assez vives contre le ministre, contre quelques hommes par lesquels il se croyait persécuté ; mais nul, à cette époque, ne prévoyait en lui une exaspération poussée jusqu’au suicide. Les maximes de philosophie stoïque qu’il aimait à développer semblaient écarter l’idée d’une telle défaillance, mais son âme, dans ses derniers temps, était fermée à tous, même à sa famille qu’il adorait : sa tête s’égarait. Le 27 septembre, il était à Angoulême auprès d’amis dévoués ; le 6 octobre, il repartait pour la Bretagne. Le 9 au matin, son cadavre fut trouvé suspendu à un arbre d’une des promenades de Nantes, près du fleuve. On trouva près de lui un morceau de papier sur lequel il avait écrit : « Je demande pardon à Dieu et à ma famille de l’action que je vais commettre. » L’émotion générale que produisit cette catastrophe trouva des échos éloquents dans la presse bretonne, scientifique, universitaire. Une séance solennelle de rentrée des Facultés fut l’occasion des témoignages officiels de la douleur publique. « On a crié anathème au suicide, disait M. Varin, doyen de la Faculté des lettres : Nous, Messieurs, nous dirons : Pitié pour la folie !… » Trois semaines après sa mort, Charles Giraud déclara à l’Académie des sciences morales et politiques : « Lehuërou se place au premier rang des écrivains qui consacrent leurs veilles à la recherche de nos antiquités nationales... Son œuvre restera comme un monument honorable des travaux de notre génération. »